# Ford Flex
Ford Flex – samochód osobowy typu crossover klasy pełnowymiarowej produkowany pod amerykańską marką Ford w latach 2008 – 2019.

## Historia i opis modelu

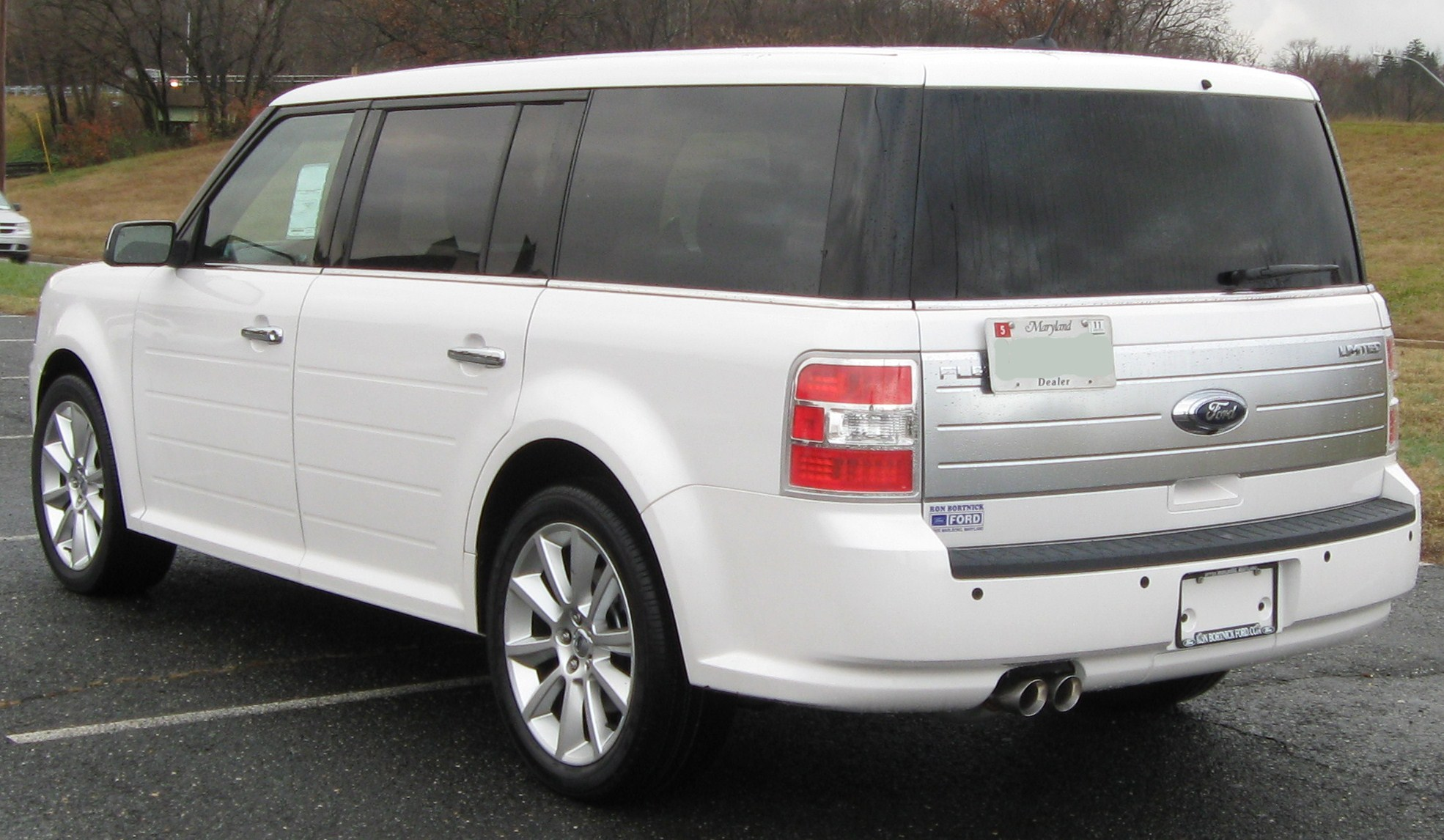
Ford Flex - tył

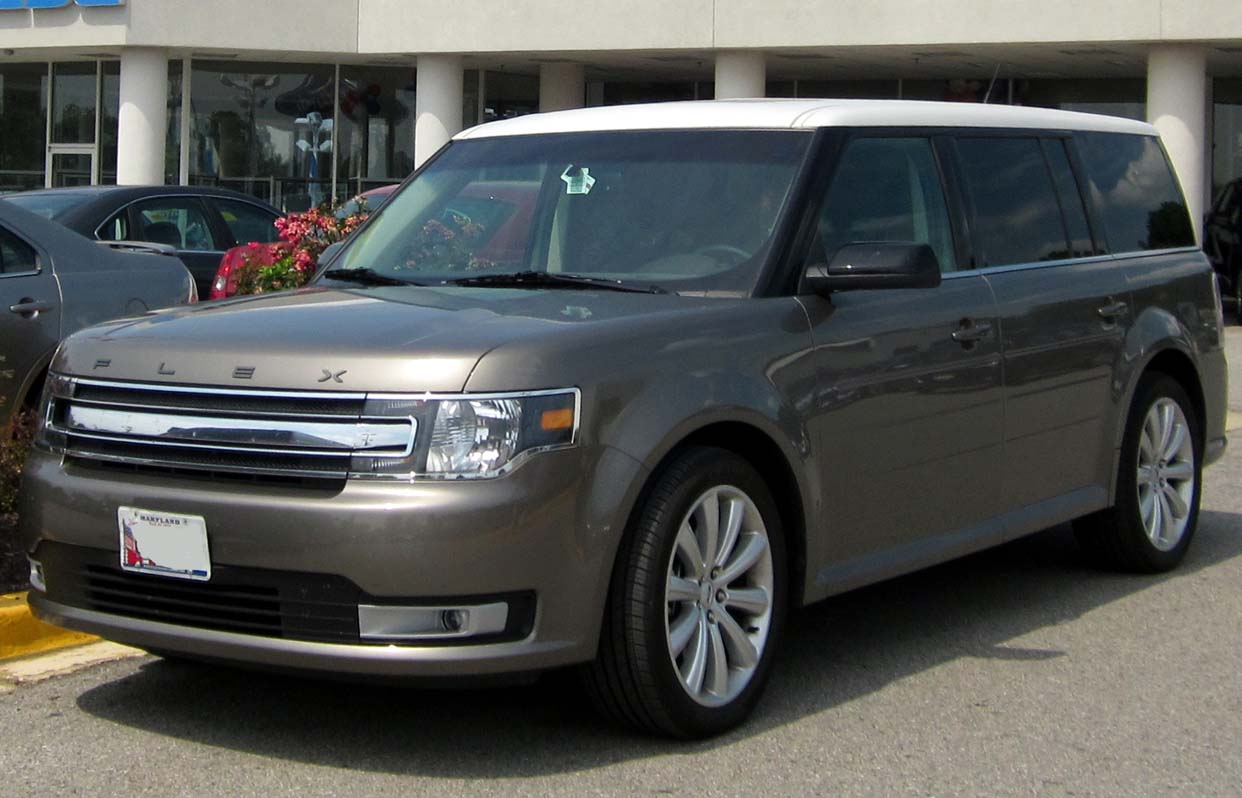
Ford Flex po liftingu

Premierę Forda Flex poprzedziła premiera prototypu Ford Flex Concept przedstawionego podczas targów motoryzacyjnych w Detroit w 2005 roku. Dwa lata później podczas tych samych targów zaprezentowano wersję produkcyjną pojazdu, która jedynie szczegółami różniła się od prototypu. Był to pierwszy pojazd, w którym wyeliminowano standardowy korek wlewu paliwa zamykanym automatycznie.

### Lifting
W 2013 roku samochód przeszedł face lifting. W pojeździe przeprojektowany został cały pas przedni. Zastosowano nowy wzór atrapy chłodnicy, nowe klosze reflektorów, a zamiast znaczka marki Ford umieszczono duży napis "FLEX". 
Przy okazji liftingu do oferty wprowadzono nowe wzory alufelg oraz lakierów. We wnętrzu przeprojektowano m.in. deskę rozdzielczą w której umieszczono 8-calowy ekran odpowiadający za system multimedialny MyFord Touch. Zwiększono także moc podstawowego silnika z 262 do 285 KM.

### Wersje wyposażeniowe
- SE
- Limited
- Titanium

### Silniki
- V6 3.5 Duratec 262 KM
- V6 3.5 Ti-VCT 285 KM
- V6 3.5 EcoBoost 355 KM